# Álex Quiñónez
Álex Leonardo Quiñónez Martínez (Esmeraldas, 11 de agosto de 1989-Guayaquil, 22 de octubre de 2021) fue un velocista olímpico ecuatoriano que compitió en los 100 y 200 metros planos. Logró llegar a la final de los 200 metros en los Juegos Olímpicos de Londres 2012.
El atleta fue asesinado en medio de un presunto atraco el 22 de octubre de 2021 en la ciudad de Guayaquil.

## Trayectoria
En 2012, ganó en las pruebas de 100 y 200 metros planos en el Campeonato Iberoamericano de Atletismo llevado a cabo en Venezuela, además con su registro nacional de 20.34 s logró clasificar a los Juegos Olímpicos Londres 2012.
En Londres con un tiempo de 20.28 s (nuevo récord nacional) logró llegar a la final de los 200 m planos convirtiéndose en un nuevo talento para el deporte ecuatoriano. En 2019 en la Liga de Diamante de Lausana, Suiza, terminó en segundo lugar detrás de Noah Lyles quién corrió los 200 m en 19.50 s mientras que Álex hizo récord nacional con 19.87 s.
El 9 de agosto de 2019, ganó los 200 metros en los Juegos Panamericanos de Lima con un tiempo de 20.27 s por delante de Jereem Richards y Yancarlos Martínez. En ese mismo año ganó la medalla de bronce en el Campeonato del Mundo de 2019 en la prueba de 200 metros.
Calificó para representar a Ecuador en los Juegos Olímpicos de 2020 en los 200 metros en Tokio, pero fue suspendido por no asistir y encontrarse en paradero desconocido durante tres controles antidoping, a menos de un mes del comienzo de los juegos.

## Asesinato
Álex Quiñónez falleció en Guayaquil el 22 de octubre de 2021, a los 32 años, en el sector Colinas de la Florida al noroeste de la ciudad, tras haber sido impactado por varios disparos de arma de fuego. Quiñónez se encontraba con otro sujeto que también fue acribillado, en pleno estado de excepción decretado por el Gobierno por causa del alto índice de muertes violentas.

## Marcas personales
| Disciplina | Tiempo | Lugar    | Fecha               |
| ---------- | ------ | -------- | ------------------- |
| 100 metros | 10,09  | Medellín | 25 de mayo de 2013  |
| 200 metros | 19,87  | Lausana  | 5 de julio de 2019  |
| 400 metros | 46,28  | Braga    | 29 de junio de 2019 |

## Competiciones importantes
| Año  | Campeonato                           | Lugar                 | Resultado | Prueba    | Tiempo        |
| ---- | ------------------------------------ | --------------------- | --------- | --------- | ------------- |
| 2012 | Campeonato Iberoamericano            | Barquisimeto          | 1.º       | 100 m     | 10 s 33       |
| 2012 | Campeonato Iberoamericano            | Barquisimeto          | 1.º       | 200 m     | 20 s 34       |
| 2012 | Campeonato Iberoamericano            | Barquisimeto          | 3.º       | 4 × 100 m | 40 s 83       |
| 2012 | Juegos Olímpicos                     | Londres               | 7.º       | 200 m     | 20 s 57       |
| 2013 | Juegos Bolivarianos de 2013          | Trujillo              | 1.º       | 100 m     | 10 s 52       |
| 2013 | Juegos Bolivarianos de 2013          | Trujillo              | 1.º       | 200 m     | 20 s 47       |
| 2013 | Juegos Bolivarianos de 2013          | Trujillo              | 2.º       | 4 × 100 m | 39 s 62       |
| 2013 | Juegos Bolivarianos de 2013          | Trujillo              | 3.º       | 4 × 400 m | 3 min 12 s 19 |
| 2013 | Campeonato Sudamericano de Atletismo | Cartagena de Indias   | 1.º       | 100 m     | 10 s 22       |
| 2013 | Campeonato Sudamericano de Atletismo | Cartagena de Indias   | 1.º       | 200 m     | 20 s 44       |
| 2014 | Juegos Suramericanos                 | Santiago              | 3.º       | 100 m     | 10 s 39       |
| 2014 | Juegos Suramericanos                 | Santiago              | 2.º       | 200 m     | 20 s 66       |
| 2015 | Campeonato Sudamericano              | Lima                  | 2.º       | 100 m     | 10 s 43       |
| 2015 | Campeonato Sudamericano              | Lima                  | 1.º       | 200 m     | 20 s 76       |
| 2015 | Campeonato Sudamericano              | Lima                  | 1.º       | 4 × 100 m | 39 s 94       |
| 2017 | Juegos Bolivarianos                  | Santa Marta           | 1.º       | 100 m     | 10 s 13       |
| 2017 | Juegos Bolivarianos                  | Santa Marta           | 1.º       | 200 m     | 20 s 27       |
| 2017 | Juegos Bolivarianos                  | Santa Marta           | 3.º       | 4 × 100 m | 39 s 83       |
| 2018 | Juegos Suramericanos                 | Cochabamba            | 2.º       | 100 m     | 10 s 09       |
| 2018 | Juegos Suramericanos                 | Cochabamba            | 1.º       | 200 m     | 19 s 93       |
| 2018 | Liga de Diamante 2018                | Liga de Diamante 2018 | 5.º       | 200 m     | 20 s 34       |
| 2018 | Copa Continental                     | Ostrava               | 3.º       | 200 m     | 20 s 36       |
| 2019 | Juegos Panamericanos                 | Lima                  | 1.º       | 200 m     | 20 s 27       |
| 2019 | Liga de Diamante                     | Liga de Diamante      | 5.º       | 200 m     | 20 s 25       |
| 2019 | Campeonato Mundial de Atletismo      | Doha                  | 3.º       | 200 m     | 19 s 98       |
| 2021 | Relevos Mundiales 2021               | Chorzów               | 4.º       | 4 × 200 m | 1:24,89 min   |